# Lord Arthur Saviles Verbrechen

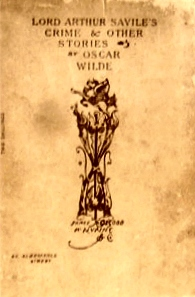
Titelblatt der ersten Ausgabe von Oscar Wildes Kurzgeschichtensammlung
Lord Arthur Saviles Verbrechen und andere Geschichten

Die Erzählung Lord Arthur Saviles Verbrechen (org. Lord Arthur Savile’s Crime) des englischsprachigen Schriftstellers Oscar Wilde ist das bekannteste Werk aus der Kurzgeschichtensammlung Lord Arthur Saviles Verbrechen und andere Geschichten, die 1887 erschienen ist. In dieser sind außerdem enthalten:
- Das Gespenst von Canterville (The Canterville Ghost)
- Die Sphinx ohne Geheimnis (The Sphinx Without a Secret)
- Der Modellmillionär (The Model Millionaire)
- Das Bildnis des Herrn W. H. (The Portrait of Mr. W. H.)

## Inhalt
Der Titelheld der Geschichte trifft bei Lady Windermere auf Septimus R. Podgers, der behauptet, ihm die Zukunft aus seiner Hand lesen zu können. Nach der ersten Analyse gibt sich Podgers schockiert und weigert sich, seine Entdeckung mitzuteilen. Nachdem Lord Arthur ihm einen größeren Scheck ausgestellt hat, verkündet er, dass Savile einen Mord begehen werde.
Der für gewöhnlich sehr bodenständige Lord ist zwar entsetzt, zweifelt aber keinen Moment an der Wahrheit dieser Worte. Da er unter keinen Umständen das Leben mit seiner zukünftigen Frau Sybil gefährden will, verschiebt er die bevorstehende Hochzeit, um den Mord vorher auszuführen.
Das Opfer soll nach einiger Vorauswahl seine Tante Clementina sein, die an Sodbrennen leidet. Unter einem Vorwand verschafft Savile sich Gift und übergibt es der Tante als Medizin. Um nicht verdächtigt zu werden, schärft er ihr ein, die Pille nur bei akuten Schmerzen zu nehmen, und verlässt umgehend die Stadt. Als er Tage später von ihrem Tod erfährt, kehrt er voll überschwänglicher Freude zurück und arrangiert den zweiten Termin für die Hochzeit.
Sybil findet nun zufällig die tödliche Pille in einer Dose der Tante. Sie starb also eines natürlichen Todes. Zutiefst enttäuscht verschiebt Lord Arthur die Hochzeit ein weiteres Mal und verschafft sich über Umwege von einem deutschen Anarchisten eine Bombe in einer Reiseuhr, die er einem entfernten Verwandten, dem Dekan von Chichester, anonym zukommen lässt. Das Attentat entpuppt sich als Fehlschlag, da die Uhr anstelle der tödlichen Explosion nur von Zeit zu Zeit knallt und raucht. Der Dekan hält die Bombe für einen Scherzartikel.
Mittlerweile völlig verzweifelt, sieht Savile keine Möglichkeit, die Vorhersagung zu erfüllen, und sein Leben mit seiner zukünftigen Frau scheint ihm auf ewig verwehrt. So schlendert er spätnachts an der Themse entlang, bis er zufällig den Handleser Podgers auf einer Brücke entdeckt. Kurzerhand entschließt er sich, den Mann von hinten zu überraschen und ihn von der Brücke zu stürzen, was ihm auch gelingt. Die Polizei findet Podgers Leiche Tage später im Wasser und schließt auf Selbstmord. Einige Jahre später besucht Lady Windermere das mittlerweile verheiratete Paar und bemerkt beiläufig, dass Podgers kein richtiger Handleser, sondern nur ein Betrüger war.